# Sites mégalithiques de Seine-et-Marne
Les sites mégalithiques de Seine-et-Marne sont concentrés dans le sud du département en étroite corrélation avec l'existence de gisements de grès. Les sépultures mégalithiques sont peu fréquentes mais d'une architecture variée. Les polissoirs sont abondants. L'art mégalithique y est rare et peu élaboré. L'ensemble peut être daté du Néolithique et assimilé à la culture Seine-Oise-Marne.

## Caractéristiques générales

### Répartition géographique
| \| Melun Fontainebleau Meaux Provins Torcy \| Répartition géographique des mégalithes. · : dolmen - : menhir - : autre site mégalithique |
| Melun Fontainebleau Meaux Provins Torcy                                                                                                  |

Les sites mégalithiques du département sont très fortement concentrés dans le sud du territoire. Cette règle générale est particulièrement vérifiée pour les menhirs qui se concentrent autour des vallées de l'Orvanne, du Lunain et du Loing. Quelques menhirs sont dispersés dans la partie centrale du département mais aucun n'est connu dans le nord. Cette répartition est confirmée et encore plus accentuée quand on tient compte des édifices disparus dont l'existence est attestée. La très grande majorité des polissoirs, fortement tributaires de la géologie des sols, se concentrent aussi dans le sud du département, dans les mêmes vallées que les menhirs. La Brie, partie centrale du département en est totalement dépourvue et au nord, seuls trois polissoirs sont encore visibles pour huit disparus. Les sépultures mégalithiques sont trop peu nombreuses pour en tirer un quelconque enseignement mais si l'on tient compte des édifices disparus, il semble que leur édification est généralement liée à l'existence d'une vallée à l'exception de la Pierre Larmoire.
D'une manière générale, l'édification des constructions mégalithiques est fortement liée à l'existence de gisements de grès à proximité des sites d'installation. Le grès permet d'obtenir des blocs massifs, débités naturellement ou non, utilisés comme menhirs ou comme dalles de construction pour les sépultures. Ses qualités mécaniques sont idéales pour la réalisation des polissoirs. L'abondance du grès de Fontainebleau dans le sud du département explique ainsi l'abondance des mégalithes dans cette aire géographique. « Les mégalithes de Seine-et-Marne sont donc, dans leur quasi-totalité, en grès ». La pierre meulière ou le poudingue ne sont utilisés que de manière fortuite. L’usage du calcaire se limite à la construction de murets internes après débitage en plaquettes.

### Architecture et art mégalithique
Les sépultures mégalithiques se caractérisent par une grande diversité d'architecture. On rencontre ainsi :
- des dolmens simples non enterrés composés d'une chambre surmontée d'une seule table de couverture (dolmen de la Roche aux Loups, pierre Larmoire) qui à l'origine devaient être recouverts d'un tumulus ou d'un cairn;
- des allées couvertes enterrées ou non (Écuelles, Champcenest, Vendrest);
- des sépultures sous dalle avec ou sans muret délimitant la chambre funéraire;
- une hypogée (Mousseau-les-Bray);
- des sépultures en fosse incluant des éléments mégalithiques (Sépulture du Paradis, Sablonnières)

L'art mégalithique est peu fréquent (Pierre aux Couteaux, Pignon de Sainte-Aubierge, Croix Saint-Jacques, Pierre Larmoire) et il correspond à des motifs peu élaborés (piquetage, rainure, sillons parallèles, cupule soléiforme).

### Essai de datation
Les polissoirs étant liés à la fabrication des haches polies et à l'exploitation de mines de silex dans le nord du département (Coupvray, Jablines) peuvent remonter au Néolithique moyen représenté en Ile-de-France par la Culture de Cerny, dès 4 700 avant J.-C. L'abondance des haches polies jusqu'au Néolithique final permet de dater la majorité des polissoirs d'une période comprise entre 4 300 et 2 200 avant J.-C. Le matériel archéologique découvert dans les sépultures correspond quasi-exclusivement à la culture Seine-Oise-Marne (3 500 à 2 800 avant J.-C.). Le seul site ayant fait l'objet d'une datation au C14 est celui du Paradis et correspond à une période comprise entre 3 500 et 2 890 avant J.-C..

### Folklore
Les traditions associées aux mégalithes de Seine-et-Marne sont communes à d'autres régions. On y retrouve les légendes et traditions d'inspiration chrétienne (Pignon de Sainte-Aubierge, Pierre à la Croix, Pierre des Moines, Croix de Saint-Jacques, Pierre aux Prêtres), les récits liés au diable (Roche au Diable, Pierre Couvée), les coutumes d'inspiration païenne (Pierre-Fitte, Pierre aux Aiguilles, Roche à Blin), l'emplacement de lieux de réunion (Pierre-Fitte, menhir du Grand Berger), de tombeaux (Pierre Cornoise, Pierre aux Couteaux)  ou d'un trésor (allée couverte de la Chapellerie) et diverses légendes.

## Inventaire
Selon l'inventaire réalisé par Alain Bénard, le département compte « dix-sept menhirs existants, douze menhirs détruits bien attestés et cinquante-cinq menhirs supposés en raison de traditions locales ou de lieux-dits évocateurs ». Les trois cromlechs anciennement signalés sont désormais tous détruits. Cent polissoirs encore visibles sont recensés, trente-cinq supplémentaires sont détruits ou disparus. Les sépultures mégalithiques et les sépultures sous dalle sont beaucoup plus rares : cinq dolmens et allées couvertes encore existants pour onze édifices attestés détruits, deux sépultures sous roche encore visibles pour dix-huit détruites.
| Monument                                   | Commune                  | Remarque                                                                                             | Protection                 | Coordonnées                                                              | Illustration                                                                  |
| ------------------------------------------ | ------------------------ | --- | -------------------------- | ------------------------------------------------------------------------ | ----------------------------------------------------------------------------- |
| Polissoir du Bois de la Claie              | Arbonne-la-Forêt         | |                            | 48° 25′ 26″ N, 2° 31′ 40″ E                                              | Polissoir du Bois de la Claie                                                 |
| Polissoir du Bois de Lavau                 | Aufferville              | |                            | 48° 12′ 50″ N, 2° 38′ 23″ E                                              | Polissoir du Bois de Lavau                                                    |
| Polissoirs de la Prairie de Portonville    | Bagneaux-sur-Loing       | 3 polissoirs                                                                                         |                            | 48° 13′ 16″ N, 2° 42′ 45″ E                                              |                                                                               |
| Pierre-Fitte                               | Beautheil                | autres noms Pignon de Sainte-Aubierge, Pierre de Sainte-Flodoberthe                                  | Classé MH (1889)           | 48° 44′ 29″ N, 3° 04′ 57″ E                                              | Menhir dit la Pierre-Fitte                                                    |
| Haute Pierre Ronde                         | Boissy-aux-Cailles       | menhir                                                                                               | détruit                    |                                                                          |                                                                               |
| Polissoir de la Vallée du Jeton            | Boissy-aux-Cailles       | |                            | 48° 19′ 08″ N, 2° 30′ 56″ E                                              | Polissoir de la vallée du Jeton                                               |
| Polissoir de Corbeval                      | Bougligny                | | détruit                    |                                                                          |                                                                               |
| Polissoir de la Mai                        | Bougligny                | | disparu                    |                                                                          |                                                                               |
| Dolmen de Bouleurs                         | Bouleurs                 | | détruit                    |                                                                          |                                                                               |
| Pierre Marchande                           | Brie-Comte-Robert        | menhir                                                                                               | détruit                    |                                                                          |                                                                               |
| Dolmen de la Roche aux Loups               | Buthiers                 | | Classé MH (1973)           | 48° 16′ 35″ N, 2° 27′ 33″ E                                              | Roche aux Loups                                                               |
| Dolmen du Guichet                          | Buthiers                 | | détruit                    |                                                                          |                                                                               |
| Polissoir du Bois de la Vague              | Buthiers                 | |                            | 48° 17′ 30″ N, 2° 26′ 22″ E                                              |                                                                               |
| Allée couverte de la Montagne              | Cannes-Écluse            | | détruite                   |                                                                          |                                                                               |
| Allée couverte de l'Étang des Essarts      | Champcenest              | |                            | 48° 40′ 03″ N, 3° 18′ 16″ E                                              | Allée couverte de l'Étang des Essarts                                         |
| Haute Borne                                | La Chapelle-la-Reine     | menhir                                                                                               |                            | 48° 19′ 04″ N, 2° 31′ 34″ E                                              | La Haute Borne                                                                |
| Polissoirs des Roches Raffileuses          | Château-Landon           | 8 polissoirs autres noms Polissoirs de Montuffet, Polissoirs du Bois des Claudons                    |                            | 48° 10′ 16″ N, 2° 43′ 35″ E                                              | Un polissoir des Roches Raffileuses                                           |
| Polissoir du Pied de Femme                 | Chevry-en-Sereine        | autre nom Polissoir de Bois Ramort                                                                   |                            | 48° 15′ 37″ N, 2° 59′ 30″ E                                              | Pied de la femme                                                              |
| Polissoirs de la Fosse à la Cardine        | Chevry-en-Sereine        | 2 polissoirs                                                                                         | 1 détruit                  | 48° 15′ 02″ N, 2° 57′ 38″ E                                              | Polissoir de la Fosse à Cardine n°1                                           |
| Armoire de Condé-Sainte-Libiaire           | Coupvray                 | menhir                                                                                               |                            | 48° 54′ 21″ N, 2° 47′ 55″ E                                              | Armoire de Condé Sainte Libiaire à Coupvray                                   |
| Pierre Couvée                              | Courtomer                | menhir                                                                                               | Classé MH (1971)           | 48° 39′ 16″ N, 2° 53′ 18″ E                                              | Pierre Couvée                                                                 |
| Sépultures sous roche                      | Crécy-la-Chapelle        | 3 sépultures                                                                                         | détruites                  |                                                                          |                                                                               |
| Pierre des Moines                          | Darvault                 | menhir                                                                                               |                            | 48° 16′ 24″ N, 2° 43′ 07″ E                                              | Pierre des Moines                                                             |
| Pierre aux Couteaux                        | Diant                    | menhir                                                                                               | Classé MH (1889)           | 48° 17′ 04″ N, 3° 00′ 19″ E                                              | Menhir dit la Pierre-Fitte                                                    |
| Pierre Plantée                             | Dormelles                | menhir                                                                                               | Classé MH (1900)           | 48° 18′ 36″ N, 2° 52′ 14″ E                                              | Pierre Plantée                                                                |
| Allée couverte de Saint-Lazare             | Écuelles                 | | détruite,                  |                                                                          |                                                                               |
| Pierre Droite                              | Écuelles                 | menhir                                                                                               | Classé MH (1889)           | 48° 21′ 29″ N, 2° 49′ 29″ E                                              | Pierre Droite                                                                 |
| Dolmen de la Pierre Louve                  | Épisy                    | | détruit                    |                                                                          |                                                                               |
| Sépulture en fosse du Grand Ru             | Esbly                    | | détruite                   |                                                                          |                                                                               |
| Polissoir du Château d'Eau                 | Faÿ-lès-Nemours          | |                            | 48° 13′ 45″ N, 2° 39′ 24″ E                                              | Polissoir du Château d'Eau                                                    |
| Polissoir du Clos des Raves                | Faÿ-lès-Nemours          | |                            | 48° 14′ 13″ N, 2° 40′ 27″ E                                              | Polissoir du Clos des Raves                                                   |
| Polissoirs de la Pièce du Moulin           | Faÿ-lès-Nemours          | 4 polissoirs                                                                                         |                            | 48° 12′ 56″ N, 2° 38′ 57″ E 48° 12′ 56″ N, 2° 38′ 48″ E                  |                                                                               |
| Polissoirs du Bois de Faÿ                  | Faÿ-lès-Nemours          | 2 polissoirs                                                                                         |                            | 48° 14′ 08″ N, 2° 41′ 02″ E 48° 14′ 04″ N, 2° 40′ 47″ E                  |                                                                               |
| Polissoirs du Bois de la Grande Vente      | Faÿ-lès-Nemours          | 2 polissoirs                                                                                         |                            | 48° 12′ 51″ N, 2° 38′ 31″ E 48° 12′ 53″ N, 2° 38′ 31″ E                  | Polissoir du bois de la grande vente · Polissoir du bois de la grande vente 2 |
| Polissoirs du Cassis                       | Faÿ-lès-Nemours          | 2 polissoirs                                                                                         |                            | 48° 13′ 40″ N, 2° 39′ 56″ E                                              | Polissoirs du cassis                                                          |
| Polissoir                                  | Fresnes-sur-Marne        | |                            | déplacé dans le parc du Musée Gatien-Bonnet de Lagny-sur-Marne           | Polissoir de Fresnes sur MArne                                                |
| Pseudo-polissoir de Jaignes                | Jaignes                  | | Classé MH (1909)           | 48° 59′ 29″ N, 3° 03′ 08″ E                                              | Pseudo-polissoir de Jaignes                                                   |
| Polissoir du Bas du Chapitre               | Larchant                 | |                            | 48° 17′ 07″ N, 2° 35′ 15″ E                                              |                                                                               |
| Sépulture des Terres de Montigny           | Lesches                  | | détruite                   |                                                                          |                                                                               |
| Menhir de l'Âne de Brie                    | Liverdy-en-Brie          | | détruit                    |                                                                          |                                                                               |
| Polissoir des Grandes Loges                | Lorrez-le-Bocage-Préaux  | |                            | 48° 15′ 45″ N, 2° 52′ 39″ E                                              |                                                                               |
| Polissoir du Bois de la Latte              | Lorrez-le-Bocage-Préaux  | |                            | 48° 15′ 14″ N, 2° 52′ 51″ E                                              | Polissoir du Bois de la Latte                                                 |
| Polissoirs de la Montagne Sainte-Anne      | Lorrez-le-Bocage-Préaux  | 5 polissoirs                                                                                         |                            | 48° 14′ 49″ N, 2° 52′ 30″ E                                              | Polissoir de la Montagne Sainte-Anne                                          |
| Polissoir de la Vallée de Nozent           | La Madeleine-sur-Loing   | |                            | 48° 12′ 27″ N, 2° 42′ 56″ E                                              |                                                                               |
| Menhir de la Garenne                       | Maincy                   | |                            | dans le parc du Château de Vaux-le-Vicomte 48° 32′ 45″ N, 2° 42′ 38″ E   |                                                                               |
| Sépulture du Fond-du-Ré                    | Mareuil-lès-Meaux        | sépulture en fosse                                                                                   | détruite,                  |                                                                          |                                                                               |
| Sépultures collectives des Gours-aux-Lions | Marolles-sur-Seine       | 1 allée mégalithique et 1 sépulture en fosse,                                                        | détruites                  |                                                                          |                                                                               |
| Sépulture en fosse du Chemin des Prêtres   | Meaux                    | | détruite,                  |                                                                          |                                                                               |
| Sépulture en fosse du Poteau Vert          | Meaux                    | | détruite,                  |                                                                          |                                                                               |
| Pseudo-menhirs du Bas des Sept Grés        | Montereau-Fault-Yonne    | | Classé MH (1889)           | 48° 23′ 34″ N, 2° 56′ 01″ E                                              | Pierre Clouée                                                                 |
| Hypogée de la Pente de Courcelles          | Nanteau-sur-Essonne      | |                            | 48° 19′ 04″ N, 2° 24′ 34″ E                                              |                                                                               |
| Pierre aux Aiguilles                       | Nanteau-sur-Lunain       | menhir                                                                                               |                            | 48° 15′ 42″ N, 2° 47′ 38″ E                                              | Pierre aux Aiguilles                                                          |
| Pierre Clouée                              | Nanteau-sur-Lunain       | autres noms Pierre Fritte, Pierre Fiche, Quille du Bon Dieu, Pierre qui Fuit                         | Classé MH (1889)           | 48° 15′ 33″ N, 2° 50′ 34″ E                                              | Pierre Clouée                                                                 |
| Polissoirs de la Bachoillerie              | Nanteau-sur-Lunain       | 4 polissoirs                                                                                         |                            |                                                                          |                                                                               |
| Polissoirs de la Petite Plaine             | Nanteau-sur-Lunain       | 2 polissoirs                                                                                         |                            | 48° 14′ 39″ N, 2° 48′ 28″ E 48° 14′ 39″ N, 2° 48′ 26″ E                  | Polissoirs de la Petite Plaine                                                |
| Polissoirs de la Vallée Jeudon             | Nanteau-sur-Lunain       | 2 polissoirs                                                                                         |                            | 48° 14′ 46″ N, 2° 49′ 16″ E                                              | Polissoirs de la Vallée Jeudon                                                |
| Polissoirs des Coudres                     | Nanteau-sur-Lunain       | 5 polissoirs                                                                                         |                            | 48° 14′ 45″ N, 2° 49′ 10″ E                                              | Polissoirs des Coudres                                                        |
| Polissoirs des Ortures                     | Nanteau-sur-Lunain       | 2 polissoirs autre nom Polissoirs des Roches Foucaut                                                 |                            | 48° 15′ 22″ N, 2° 49′ 39″ E                                              |                                                                               |
| Polissoir du Fond du Goulay                | Noisy-sur-École          | | Classé MH (1924)           | 48° 22′ 16″ N, 2° 27′ 17″ E                                              | Polissoir du Fond du Goulay                                                   |
| Polissoirs de la Pierre aux Prêtres        | Noisy-sur-École          | 2 polissoirs                                                                                         | Classé MH (1929) 1 disparu | 48° 21′ 32″ N, 2° 27′ 31″ E                                              | Polissoir de la pierre aux pretres                                            |
| Sépulture du Paradis                       | Noisy-sur-École          | |                            |                                                                          |                                                                               |
| Menhir de la Roche aux Cailles             | Nonville                 | autre nom Menhir de Chauville                                                                        |                            | 48° 17′ 53″ N, 2° 47′ 17″ E                                              |                                                                               |
| Pierre Levée de Moquebaril                 | Nonville                 | menhir                                                                                               |                            | 48° 17′ 02″ N, 2° 46′ 44″ E                                              | Pierre levée de Moquebaril                                                    |
| Polissoir d'Ocquerre                       | Ocquerre                 | | disparu                    |                                                                          |                                                                               |
| Polissoir d'Orly-sur-Morin                 | Orly-sur-Morin           | |                            | 48° 54′ 11″ N, 3° 13′ 56″ E                                              |                                                                               |
| Polissoir de la Roche au Diable            | Paley                    | | Classé MH (1923)           | 48° 14′ 55″ N, 2° 50′ 47″ E                                              | Polissoir de la Roche au Diable                                               |
| Polissoir du Bois de la Richasserie        | Paley                    | |                            | 48° 15′ 04″ N, 2° 50′ 57″ E                                              |                                                                               |
| Polissoir du Chemin Blanc                  | Paley                    | |                            | 48° 14′ 48″ N, 2° 51′ 45″ E                                              |                                                                               |
| Polissoirs de la Forêt Noire               | Paley                    | 4 polissoirs                                                                                         | Classé MH (1923)           | 48° 14′ 52″ N, 2° 51′ 56″ E                                              | Polissoir de la Forêt-Noire                                                   |
| Polissoirs de Tesnières                    | Paley                    | 2 polissoirs                                                                                         |                            | 48° 15′ 03″ N, 2° 51′ 14″ E                                              |                                                                               |
| Polissoirs du Bois des Bergers             | Paley                    | 5 polissoirs                                                                                         |                            | 48° 15′ 04″ N, 2° 50′ 52″ E                                              |                                                                               |
| Polissoirs du Bois des Maisons             | Paley                    | 3 polissoirs                                                                                         |                            | 48° 14′ 53″ N, 2° 51′ 42″ E                                              |                                                                               |
| Polissoirs de la Vallée de l'Avocat        | Poligny                  | 2 polissoirs                                                                                         |                            | 48° 13′ 09″ N, 2° 45′ 42″ E                                              | Polissoir de la Vallée de l'Avocat                                            |
| Polissoirs du Bois des Coudres             | Poligny                  | 8 polissoirs                                                                                         |                            | 48° 13′ 44″ N, 2° 43′ 42″ E 48° 13′ 46″ N, 2° 43′ 49″ E                  | Polissoir du Bois des Coudres                                                 |
| Polissoirs du Châtillon                    | Poligny                  | 3 polissoirs                                                                                         |                            | 48° 13′ 41″ N, 2° 44′ 44″ E                                              |                                                                               |
| Pierre Larmoire                            | Rumont                   | dolmen autres noms Pierre de l'Ormail (Ormaille, Ormeil, Ormeille), Pierre de l'Orsille, Pierre Mort | Classé MH (1889)           | 48° 16′ 46″ N, 2° 30′ 25″ E                                              | Pierre Larmoire                                                               |
| Polissoir du Moulin à Vent                 | Rumont                   | |                            | déplacé au Musée départemental de Préhistoire d'Île-de-France de Nemours | Polissoir du moulin à vent                                                    |
| Sépulture des Brodars                      | Sablonnières             | autre nom Sépulture du Plessier                                                                      | détruite                   |                                                                          |                                                                               |
| Menhir du Parc                             | Saint-Brice              | | Inscrit MH (1945)          | 48° 34′ 07″ N, 3° 19′ 38″ E                                              | Menhir de Saint-Brice                                                         |
| Polissoir de la Gare                       | Saint-Mammès             | | disparu                    |                                                                          |                                                                               |
| Polissoirs de la Bande à l'Aise            | Saint-Mammès             | 2 polissoirs                                                                                         | 1 disparu                  | 48° 23′ 20″ N, 2° 48′ 27″ E                                              | Polissoir de la Bande à l'Aise                                                |
| Sépulture des Montièvres                   | Saint-Mammès             | | détruite,                  |                                                                          |                                                                               |
| Polissoir des Pagelles                     | Saint-Pierre-lès-Nemours | |                            | 48° 14′ 37″ N, 2° 41′ 14″ E                                              |                                                                               |
| Polissoir du Jeux de Bille                 | Saint-Pierre-lès-Nemours | |                            |                                                                          |                                                                               |
| Polissoirs de Sous le Cocluchon            | Souppes-sur-Loing        | 2 polissoirs                                                                                         |                            | 48° 11′ 58″ N, 2° 43′ 13″ E                                              |                                                                               |
| Polissoirs du Gué de Beaumoulin            | Souppes-sur-Loing        | 7 polissoirs                                                                                         | Classé MH (1889)           | 48° 11′ 52″ N, 2° 43′ 16″ E                                              | Polissoir de Souppes-sur-Loing                                                |
| Pierre Cornoise                            | Thoury-Férottes          | menhir                                                                                               | Classé MH (1889)           | 48° 17′ 56″ N, 2° 55′ 35″ E                                              | Pierre Cornoise                                                               |
| Polissoir des Tombelles                    | Thoury-Férottes          | | disparu                    |                                                                          |                                                                               |
| Menhir de la Croix Saint-Jacques           | Tousson                  | | Classé MH (1924)           | 48° 20′ 30″ N, 2° 27′ 27″ E                                              | Menhir de la Croix Saint-Jacques                                              |
| Pierre aux Prêtres                         | Tousson                  | menhir                                                                                               | Classé MH (1913)           | 48° 21′ 32″ N, 2° 27′ 14″ E                                              | Pierre aux Prêtres                                                            |
| Menhir de la Roche à Blin                  | Treuzy-Levelay           | |                            | 48° 16′ 48″ N, 2° 49′ 40″ E                                              | Menhir de la Roche à Blin                                                     |
| Polissoir des Crottes aux Loups            | Le Vaudoué               | |                            | 48° 21′ 11″ N, 2° 30′ 33″ E                                              | Polissoir des Crottes aux Loups                                               |
| Allée couverte de la Chapellerie           | Vaudoy-en-Brie           | | détruite,                  |                                                                          |                                                                               |
| Allée couverte du Bois de Belleville       | Vendrest                 | |                            | 49° 02′ 23″ N, 3° 04′ 16″ E                                              | Allée couverte du bois de Belleville                                          |
| Menhir du Grand Berger                     | Vert-Saint-Denis         | |                            | 48° 32′ 51″ N, 2° 36′ 03″ E                                              | Menhir du Grand Berger 1                                                      |
| Sépulture à élément mégalithique           | Villemer                 | | détruite                   |                                                                          |                                                                               |
| Pierre à la Croix                          | Voulx                    | menhir autre nom Croix du Curé                                                                       |                            | 48° 15′ 42″ N, 2° 57′ 35″ E                                              |                                                                               |